# Aberystwyth Castle
Aberystwyth Castle (walesiska: Castell Aberystwyth) är en medeltida borgruin i Storbritannien. Den ligger i Aberystwyth i kommunen Ceredigion och riksdelen Wales, 290 km väster om London. Aberystwyth Castle ligger 27 meter över havet.